# Michael O. Rabin
Michael Ozer Rabin (hebrejsky מִיכָאֵל עוזר רַבִּין, ‎* 1. září 1931, Breslau) je izraelský informatik. V roce 1959 zavedl společně s Dana Scottem koncept nedeterministického konečného automatu, který se stal mimořádně důležitým konceptem především ve výpočtové složitosti. Upravil též algoritmus Garyho Millera na testování prvočíselnosti – tento test prvočíselnosti je dnes známý jako Millerův-Rabinův test prvočíselnosti (1975). Rabin je též autorem tzv. Rabinova kryptosystému (1979), asymetrické kryptografické techniky, jejíž bezpečnost závisí, podobně jako bezpečnost algoritmu RSA, na výpočtové složitosti problému rozkladu na prvočísla. V roce 1987 objevil společně s Richardem Karpem tzv. Rabinův-Karpův algoritmus, což je efektivní algoritmus na vyhledávání v textu.
Za článek z roku 1959, ve kterém byl zavedený koncept nedeterministického konečného automatu, dostal v roce 1976 společně s Danem Scottem Turingovu cenu.